# Хуан Диас де Грихалва
Хуан Диас де Грихалва (на испански: Juan Diaz de Grijalva) е испански конкистадор и изследовател.

## Младежки години (1490 – 1517)
Роден е около 1490 г. в град Куеляре, провинция Стара Кастилия, Испания. През 1508 г. пристига в Испаньола, а през 1511 г. в Куба, където участва в завоевателните експедиции на чичо си Диего Веласкес.

## Експедиция към бреговете на Мексико (1518)
През април 1518 г. Диего Веласкес, вече като губернатор на Куба, организира голяма експедиция към откритата през 1517 г. от Франсиско Ернандес Кордова земя (сегашният полуостров Юкатан), въпреки трагичния ѝ завършек. Основната причина за бързото ѝ организиране са златните предмети, донесени от участниците в плаването, които разпалват въображението на испанците. В експедицията участват над 300 души с четири кораба, като командир на един от тях е Хуан Грихалва, а за главен кормчия е назначен Антон Аламинос.
Флотилията потегля на запад по пътя на Франсиско Кордова, но течението я отнася на юг и от 8 април до 15 ноември 1518 г. са открити югоизточното и източно крайбрежие на Мексико, в т.ч. остров Косумел (20°30′ с. ш. 86°57′ з. д. / 20.5° с. ш. 86.95° з. д.). Като начало Грихалва решава да се разправи с жителите на крайбрежието, изтребили отряда на Кордова. Голям отряд испанци слиза на брега, където са посрещнати от индиански бойци. По време на дебаркирането половината от испанците са ранени, но стигнали вече брега, обръщат в бягство индианците, като загубват седем души убити и около шестдесет ранени, в т.ч. и Грихалва.
След тежкото сражение, от което испанците излизат победители, но с големи загуби, те решават да се държат миролюбиво с местните индианци. От лагуната Терминус флотилията продължава на запад покрай брега. На 18°37′ с. ш. 92°42′ з. д. / 18.616667° с. ш. 92.7° з. д. е открито устието на река Грихалва (Табаско), където испанците слизат на брега и си разменят подаръци с местното индианско племе. От него те научават, че на запад от тях живеят могъщи племена (ацтеки), които притежават голямо количество злато, което испанците най-много търсят и корабите отново поемат на запад в търсене страната богата на злато. По пътя е открито устието на река Коацакоалкос (18°09′ с. ш. 94°24′ з. д. / 18.15° с. ш. 94.4° з. д.), от където брега започва да завива на северозапад. От корабите виждат далеч на запад заснежени върхове, а близо до брега е открит вулкана Сан Мартин Тустла (18°34′ с. ш. 95°12′ з. д. / 18.566667° с. ш. 95.2° з. д.). След това са открити устията на реките Папалоапан (18°47′ с. ш. 95°45′ з. д. / 18.783333° с. ш. 95.75° з. д.) и Котастла (19°06′ с. ш. 96°01′ з. д. / 19.1° с. ш. 96.016667° з. д.), в устието на която сега се намира град Веракрус.
При устието на река Котастла Грихалва се среща с упълномощен представител на императора на ацтеките, до които вече са дошли сведения за появилите се край бреговете на Мексико испанци. Срещата преминава дружелюбно, разменени са подаръци и по този начин испанците в лицето на Грихалва осъществяват първата среща с ацтекската цивилизация. По изрична заповед на Монтесума от всички близки селища индианците донасят златни украшения, в количества невиждани дотогава от испанците. С обичайните формалности Грихалва влиза във владение на страната, след което флотилията продължава своя път на северозапад. Славата по откриването на Мексико обаче преминава към друг испански конкистадор Ернан Кортес, който още през следващата 1519 организира експедиция, с която завоюва Мексико.
Малко по-на север, на 19°13′ с. ш. 96°08′ з. д. / 19.216667° с. ш. 96.133333° з. д., е открит остров Сан Хуан де Улуа (сега полуостров, пристанището на Веракрус), от където Грихалва изпраща един от корабите начело с Педро де Алварадо за Куба с отчетите от експедицията, с награбеното злато и молба да се изпратят още хора и припаси. С останалите три кораба Грихалва продължава плаването си на север-северозапад, открива устието на река Туспан (20°58′ с. ш. 97°18′ з. д. / 20.966667° с. ш. 97.3° з. д.) и достига до нос Кабо Рохо (21°34′ с. ш. 97°20′ з. д. / 21.566667° с. ш. 97.333333° з. д.). Един от корабите има пробойна, припасите са на привършване, а нови все още не пристигат, между моряците и войниците започват раздори и Грихалва заповядва да се поеме по обратния път към Куба.
Значението от плаването на Грихалха е от голямо значение за по-нататъшната история на Централна Америка. Той открива нова страна с висока култура – Мексико и открива и изследва западния бряг на Мексиканския залив на протежение около 1000 км.

## Следващи години (1519 – 1527)
След покоряването на Централна Америка Грихалва се присъединява към Педро Ариас Давила и пътува до Хондурас и Никарагуа. На 21 януари 1527 г. е убит по време на сражение с въстаналите индианци в Оланчо, Хондурас.

## Памет
Неговото име носи река Грихалва в Мексико, вливаща се от юг в Мексиканския залив.